# 望月充
望月 充（もちづき みつる、1948年10月6日 - 2015年）は静岡県富士市出身のプロ野球選手（外野手）・コーチ。

## 経歴
進学校・静岡高では2年次の1965年、佐藤竹秀投手の控えとして春の選抜に出場。望月の登板機会は無く、準々決勝で岡山東商に敗れた。1年上のチームメートに佐藤の他、小田義人、服部敏和がいた。3年次の1966年には春季中部大会でエースとして決勝に進むが、三重高の水谷孝と投げ合い完封を喫する。同年夏も県予選で敗れ、甲子園には出場できなかった。
高校卒業後の1967年に立教大学へ進学し、外野手に転向。東京六大学野球リーグでは優勝には届かなかったが、2年次の1968年秋季リーグからレギュラーとなる。1年下のエース横山忠夫を擁し、中心打者として活躍。リーグ通算63試合出場、207打数44安打、打率.213、7本塁打、20打点を記録。
大学卒業後は1971年に大昭和製紙へ入社。高校の先輩である小田、阪口正晴とクリーンアップを組んで都市対抗に出場。1回戦で今西和男（日本熱学から補強）がいた電電近畿に敗れる。しかし秋の産業対抗では11打数6安打で首位打者となるなど活躍。エース加藤初の好投もあって、決勝で熊谷組を降し大昭和製紙3度目の優勝を飾り、優秀選手賞を獲得。
同年には社会人ベストナイン（外野手）に選出され、ドラフト3位で阪神タイガースに入団。1年目の1972年にはオープン戦で3本塁打を放つなど活躍し、中村勝広（1番）と共に、ルーキーで3番で開幕スタメンを勝ちとる。その後は6番・左翼手に定着。後半戦は失速したが92試合に出場、打率.207、7本塁打の成績を挙げた。同年にはオールスターにファン投票で選出され、その後も外野手の準レギュラーとして活躍。打率は低いが、パンチ力のある打撃で左投手にも強く、左打者の多い阪神外野陣で重宝された。1976年には江夏豊と共に江本孟紀・長谷川勉・池内豊・島野育夫との交換トレードで、南海ホークスへ移籍。移籍後は故障もあってあまり出場機会が無く、1977年限りで現役を引退。
引退後は南海→ダイエーでスコアラーなどを務め、阪神時代の同僚・田淵幸一監督時代には一軍守備・走塁コーチ（1990年）、二軍守備・走塁コーチ（1991年 - 1992年）を務めた。  コーチ退任後もチームスタッフ・スコアラーを歴任し、2000年にはシドニーオリンピック野球日本代表対策のスコアラーとして派遣される。

## 詳細情報

### 年度別打撃成績
| 年 度     | 球 団     | 試 合 | 打 席 | 打 数 | 得 点 | 安 打 | 二 塁 打 | 三 塁 打 | 本 塁 打 | 塁 打 | 打 点 | 盗 塁 | 盗 塁 死 | 犠 打 | 犠 飛 | 四 球 | 敬 遠 | 死 球 | 三 振 | 併 殺 打 | 打 率 | 出 塁 率 | 長 打 率 | O P S |
| --------- | --------- | ----- | ----- | ----- | ----- | ----- | -------- | -------- | -------- | ----- | ----- | ----- | -------- | ----- | ----- | ----- | ----- | ----- | ----- | -------- | ----- | -------- | -------- | ----- |
| 1972      | 阪神      | 92    | 255   | 232   | 22    | 48    | 12       | 0        | 7        | 81    | 21    | 1     | 1        | 3     | 2     | 15    | 1     | 3     | 36    | 4        | .207  | .262     | .349     | .611  |
| 1973      | 阪神      | 95    | 331   | 294   | 27    | 63    | 8        | 2        | 7        | 96    | 25    | 3     | 3        | 7     | 1     | 22    | 1     | 7     | 48    | 5        | .214  | .284     | .327     | .610  |
| 1974      | 阪神      | 88    | 273   | 251   | 20    | 58    | 11       | 2        | 9        | 100   | 32    | 0     | 0        | 4     | 0     | 11    | 0     | 7     | 38    | 7        | .231  | .283     | .398     | .681  |
| 1975      | 阪神      | 76    | 169   | 154   | 9     | 33    | 6        | 1        | 4        | 53    | 12    | 0     | 1        | 1     | 1     | 10    | 3     | 3     | 31    | 1        | .214  | .274     | .344     | .618  |
| 1976      | 南海      | 33    | 80    | 72    | 4     | 12    | 2        | 0        | 3        | 23    | 9     | 1     | 0        | 1     | 0     | 5     | 0     | 2     | 19    | 1        | .167  | .241     | .319     | .560  |
| 1977      | 南海      | 14    | 25    | 22    | 1     | 2     | 2        | 0        | 0        | 4     | 1     | 0     | 0        | 0     | 0     | 2     | 0     | 1     | 8     | 1        | .091  | .200     | .182     | .382  |
| 通算：6年 | 通算：6年 | 398   | 1133  | 1025  | 83    | 216   | 41       | 5        | 30       | 357   | 100   | 5     | 5        | 16    | 4     | 65    | 5     | 23    | 180   | 19       | .211  | .272     | .348     | .620  |

### 記録
初記録
- 初出場・初先発出場：1972年4月9日、対中日ドラゴンズ1回戦（中日スタヂアム）、3番・左翼手として先発出場
- 初安打：同上、8回表に水谷寿伸から
- 初本塁打・初打点：1972年4月29日、対大洋ホエールズ1回戦（周南市野球場）、8回表に小谷正勝からソロ

その他の記録
- オールスターゲーム出場：1回 （1972年）

### 背番号
- 29 （1972年 - 1975年）
- 10 （1976年 - 1977年）
- 89 （1990年 - 1992年）
- 101 （1993年 - 1998年）